# Gomba (Hongarije)
Gomba is een plaats (község) en gemeente in het Hongaarse comitaat Pest. Gomba telt 2849 inwoners (2005).